# The Middle (canção)
"The Middle" é um single da banda americano Jimmy Eat World, que está presente em seu segundo álbum Bleed American. 
A música alcançou o top 5 da Billboard Hot 100 em 2002. A canção foi um grande impulso para o Jimmy Eat World (que teve que financiar com o próprio bolso a gravação do álbum Bleed American depois de terem capitulado da Capitol Records em 1999).

## Faixas
AUS CD
1. "The Middle"
2. "No Sensitivity"
3. "The Middle" ( demo)
4. "The Middle" (video)

UK CD
1. "The Middle
2. "If You Don't, Don't" (acústico) (XFM session)
3. "Game of Pricks" (cover do Guided by Voices) (Radio 1 Session)
4. "The Middle" (video)

The Middle/A Praise Chorus AUS Tour EP
1. "The Middle"
2. "A Praise Chorus" (versão do álbum)
3. "Bleed American" (ao vivo do 9:30 Club, Washington DC 4 de junho de 2002)
4. "Firestarter" (cover do The Prodigy)
5. "The Middle" (acústico)

## Uso na mídia
- Uma TV americana estreou em Setembro de 2009 uma série chamada The Middle ( em português  O oriente  ).
- Um cover de "The Middle" (além de um cover da música "The Authority Song") foi gravado por D.O.R.K. e usado no filme American Pie Presents: Band Camp.
- "The Middle" é uma das músicas contidas na trilha sonoras dos jogos Rock Band 2 e Guitar Hero: World Tour. Também aparece nos jogos Guitar Hero: On Tour Decades e Rock Band Unplugged.
- "The Middle" aparece no episódio de "Smallville" "Drone"
- "The Middle" també, faz parte da trilha sonora do filme "Aprendiz de Feiticeiro" da Disney.

## Paradas musicais
| Paradas (2001-03)                              | Melhor posição |
| ---------------------------------------------- | -------------- |
| Austrália (ARIA)                               | 49             |
| França (SNEP)                                  | 98             |
| Irlanda (IRMA)                                 | 46             |
| Países Baixos (Single Top 100)                 | 92             |
| Nova Zelândia (Recorded Music NZ)              | 28             |
| Escócia (Scottish Singles Chart)               | 29             |
| Reino Unido (UK Singles Chart)                 | 26             |
| Reino Unido (OCC UK Rock and Metal)            | 2              |
| Estados Unidos (Billboard Hot 100)             | 5              |
| Estados Unidos (Billboard Adult Top 40)        | 2              |
| Estados Unidos (Billboard Alternative Airplay) | 1              |
| Estados Unidos (Billboard Mainstream Rock)     | 39             |
| Estados Unidos (Billboard Mainstream Top 40)   | 4              |